# 煌固镇
煌固镇，是中华人民共和国江西省上饶市广信区下辖的一个乡镇级行政单位。

## 行政区划
煌固镇下辖以下地区：
八都社区、沿畈村、樟宅村、煌固村、麦埂坞村、后田村、黄塘村、五村、观上村、彭宅村、丁宅村、东山村、岭下村、汪村、山底村和塘里村。